# Nidulariopsis
Nidulariopsis is een geslacht van schimmels behorend tot de familie Geastraceae. De typesoort is Nidulariopsis melanocarpa.

## Soorten
Volgens Index Fungorum telt het geslacht twee soorten (peildatum oktober 2021):
| Soortnaam                 | Auteur(s)            | Publicatiejaar |
| ------------------------- | -------------------- | -------------- |
| Nidulariopsis iowensis    | (L.B. Walker) Zeller | 1948           |
| Nidulariopsis melanocarpa | Greis                | 1935           |